# Sica (Film)
Sica ist ein spanischer Coming-of-Age-Film unter der Regie von Carla Subirana aus dem Jahr 2023. Der Film feierte am 19. Februar 2023 auf der Berlinale seine Weltpremiere in der Sektion Generation.

## Handlung
Sicas Vater, ein Fischer, ist zusammen mit dem Vater ihrer Freundin Leda bei einem Schiffbruch im Meer ertrunken. Die 13-Jährige wartet darauf, dass die See seine Leiche an die Küste spült. Suso, ihr einziger Freund, hat nur den angeblich nahenden Zyklon Ofelia im Kopf. Die Küste, an der das galizische Küstendorf Costa da Morte liegt, war immer schon für seine Naturschönheiten und seine Gefährlichkeit bekannt. Nun ist die Natur aus dem Gleichgewicht geraten. Das Meer gibt die Leiche nicht frei, und Sica kann sich nicht damit abfinden. Nun zeigt Sicas Umfeld zeigt sein wahres Gesicht, und die Jugendliche muss sich behaupten. Ihr Heimatdorf wird für sie nie wieder dasselbe sein.

## Produktion

### Filmstab
Regie führte Carla Subirana, von der auch das Drehbuch stammt. Sica ist der erste Spielfilm der Dokumentarfilmerin. Er enthält dokumentarische Elemente, wo er das harte Leben der Familien, die vom Fischfang leben, durch Sicas Augen zeigt. Die fiktionale Ebene kommt über die Traditionen und Legenden ins Spiel, die ebenfalls Merkmale der gezeigten Gegend sind, so die Regisseurin. Sica sei auch als Aufruf zum Aufhalten des Klimawandels zu verstehen, dessen Folgen die Schwächsten am härtesten träfen.
Die Kameraführung lag in den Händen von Mauro Herce, die Musik komponierte Xavi Font und für den Filmschnitt war Juliana Montañés verantwortlich.
Subirana drehte größtenteils mit Laiendarstellern aus der Region. In wichtigen Rollen sind Thais García Blanco als Sica, Núria Prims als Carmen, Marco Antonio Florido Añón als Suso und María Villaverde Ameijeiras als Leda zu sehen. 

### Produktion und Förderungen
Gedreht wurde in Camariñas, Ponteceso, Laxe und Malpica an der Costa da Morte im Norden Galiciens.
Produziert wurde der Film von Xavi Font, Alba Sotorra und Andrea Vázquez.  Auch Amorambre Films, Axencia Galega das Industrias Culturais (AGADIC), die Corporación Radio e Televisión de Galicia (CRTVG), der Film Market Fund, das Institut Català de les Empreses Culturals (ICEC), das Instituto de la Cinematografía y de las Artes Audiovisuales (ICAA), die galizische Filmproduktionsfirma Miramira, Radio Televisión Española (RTVE), Televisió de Catalunya (TV3) und Zuzú Cinema waren am Zustandekommen von Sica beteiligt. 

### Dreharbeiten und Veröffentlichung
Der Film feierte am 19. Februar 2023 auf der Berlinale seine Weltpremiere in der Sektion Generation.  Im September 2023 wird er in Japan beim Nara International Film Festival gezeigt.

## Auszeichnungen und Nominierungen
- 2023: Internationale Filmfestspiele Berlin